# Ferrografia
Ferrografia é o estudo tribológico de partículas encontradas em óleos lubrificantes com o objetivo de determinar o grau e o modo de desgaste de máquinas e equipamentos.
A análise dos óleos permite identificar o desgaste de partículas (limalhas) encontradas em amostras de lubrificantes e possibilita que se determine tipos de desgaste, contaminantes, desempenho do lubrificante, entre outros dados, tornando possível a tomada de decisão quanto ao tipo e urgência de intervenção. A ferrografia é classificada como uma técnica de [[manutenção preditiva, embora possua inúmeras outras aplicações, tais como desenvolvimento de materiais e lubrificantes.

## Procedimentos
O sufixo ferro no nome ferrografia foi mantido desde a sua criação.[carece de fontes?] Embora sugira que apenas partículas ferromagnéticas possam ser detectadas, inúmeros outros tipos de materiais são analisados por esta técnica como ligas de metais não ferrosos (cobre, alumínio, metal patente, silício) e materiais não metálicos (areia, fibras orgânicas e fibra inorgânicas, borra, fuligem.
Quando executada com todos os rigores técnicos, permite um diagnóstico preciso do modo de desgaste da máquina monitorada..
Há dois tipos de procedimentos: Ferrografia Quantitativa - DR - (Direct Reading Ferrography) e Ferrografia Analítica - AN - (Analytical Ferrography), por vezes chamada incorretamente de "ferrografia qualitativa".
O procedimento mais detalhado é o da Ferrografia Analítica. Neste procedimento uma amostra de óleo é colocada numa placa de vidro montada num plano inclinado e submetida a um campo magnético intenso. As partículas existentes de maior dimensão serão retidas em primeiro lugar relativamente a outras de menor dimensão que, entretanto, continuarão a fluir segundo o plano inclinado, sendo retidas em outro local. Através deste método é possível identificar diferentes grupos com diferentes dimensões e concentrações.
Ao final da inspeção por microscopia óptica (ferroscópio), o analista deve interpretar os resultados e correlacioná-los com os vários tipos de desgaste. Assim são determinados os tipos de problemas existentes e quais providências a equipe de manutenção deve tomar.

## Problemas típicos
- Sobrecargas
- Lubrificação incorreta ou contaminada
- Pitting em engrenagens ou rolamentos
- Desalinhamentos
- Corrosão por ataque químico
- Oxidação (ferrugem)
- Arrastamento de material
- Erros de projeto, montagem ou operação

## Aplicações
- Redutores
- Turbo-geradores
- Sistemas hidráulicos
- Mancais em geral
- Motores diesel
- Compressores de parafuso, centrífugos ou alternativos.

## Falhas
- Confundir teor de ferro por espectrometria com ferrografia.
- Confundir contagem de partículas com ferrografia quantitativa.
- Confundir simples inspeção de partículas em membranas de filtro com ferrografia analítica.
- Crer que apenas o formato (morfologia) de algumas partículas é suficiente para diagnósticos.
- Crer que os resultados são subjetivos (há regras muito severas para sua execução).
- Crer que pode ser obtida diretamente de um instrumento sem a intervenção de um especialista para o diagnóstico.
- Crer que é procedimento químico. É, na verdade, um procedimento físico multidisciplinar do campo da engenharia, em particular da engenharia de manutenção.
- Crer ser possível um diagnóstico adequado sem que o analista conheça detalhes da máquina monitorada.

## Ligação externa
- Scielo — "Determinação de metais em óleos lubrificantes, provenientes de motores de ônibus urbano, utilizando a FAAS"